# Fontaine-Saint-Lucien
Fontaine-Saint-Lucien is een gemeente in het Franse departement Oise (regio Hauts-de-France) en telt 132 inwoners (1999). De plaats maakt deel uit van het arrondissement Beauvais.

## Geografie
De oppervlakte van Fontaine-Saint-Lucien bedraagt 7,3 km², de bevolkingsdichtheid is 18,1 inwoners per km².
De onderstaande kaart toont de ligging van Fontaine-Saint-Lucien met de belangrijkste infrastructuur en aangrenzende gemeenten.

## Demografie
Onderstaande figuur toont het verloop van het inwonertal (bron: INSEE-tellingen).